# Micha Bar-Am
Micha Bar-Am est un photojournaliste israélien, né le 26 août 1930 à Berlin. Il a obtenu le Prix Israël en 2000.

## Biographie
Micha Angley naît à Berlin le 26 août 1930. Il immigre en Palestine en 1936 avec ses parents Moshe (Max) et Hannah (Herta) Angley et a grandi à Haïfa. 
Dans les années 1940, il travaille dans le port de Haïfa. Il a adopté le nom de famille Bar-Am en 1944.
Il est cofondateur en 1949 du kibboutz de Malkya dans le nord de la Galilée. En 1953, il part pour le Kibboutz de Gesher-Haziv où il travaille d’abord comme forgeron.
Il s’initie à la photographie avec un appareil emprunté et achète son premier appareil photo en 1954. Pendant la guerre du Sinaï en 1956, il photographie le désert et la guerre et achete son premier Leica. De 1957 à 1966, il travaille pour le magazine de l’Armée de défense d'Israël « Bahmahane ».
En 1961, il documente le procès d’Adolf Eichmann, travail commandité par le gouvernement israélien.
À partir de 1966, il travaille comme photographe indépendant. Il rencontre Cornell Capa en 1967, avec qui il photographie la guerre des Six Jours. 
Il devient correspondant de Magnum Photo en 1968, et travaille ensuite régulièrement pour le New York Times.
En 1973, il photographie la guerre du Kippour. Il devient ensuite conservateur du département de la photographie du Musée d’Art de Tel Aviv en 1973.
En 1974 il co-fonde à New York l’International Center of Photography.
Micha Bar-Am obtient le Prix Israël en 2000. Il vit à Ramat Gan en Israël.

## Publications
Liste non exhaustive
- (de) Micha Bar-Am, Der Jordan, Berne, Edition Erpf, 1983 (ISBN 9783256000451)
- (en) Micha Bar-Am, Thomas L. Friedman, Israel: A Photobiography: The First Fifty Years, New York, Simon & Schuster, 1998, 200 p. (ISBN 9780684845135)
- (en + de + fr) Abbas, Bruno Barbey, René Burri, Micha Bar-Am, Désert : Deserts : Die Wüste, Pierre Terrail, 2001 (ISBN 9782879391564)
- (he + en) Orna Bar-Am et Noam Gal, 1967: Micha Bar-Am, Logbook, Jérusalem, Musée d’Israël, 2017

## Expositions
Liste non exhaustive
- 1975 : « Micha Bar-Am: Photographs », Musée d’Israël, Jérusalem
- 1981 : « Safescapes », The White Gallery, Tel Aviv
- 1984 : « Photographs », Camera Obscura Gallery, Tel Aviv
- 1987 : « Michael Bar-Am », Kibbutz Art Gallery, The Philip Kaplan Cultural Center, Jaffa
- 1987 : « Under The Circumstances », Bezalel Academy of Art and Design, Jérusalem
- 1996 : « The Last War », Tel Aviv Museum of Art, Tel Aviv
- 2011 : « Suture Lines - 1967 -1973 », The Social Gallery, Naggar School of Photography, Media and New Music, Musrara, Jérusalem
- 2013 : « Micha Bar-Am: Dividing Line », Musée d’Art de Tel Aviv[5]
- 2017 : « Micha Bar-Am: 1967 », Musée d’Israël, Jérusalem[6]
- 2022 : « The Last Photograph: Ran Tal After Micha Bar-Am », Tel Aviv Museum of Art, Tel Aviv[7],[8]

## Collections publiques
Liste non exhaustive
- Centre Georges Pompidou, Paris[9]
- Musée d’Israël, Jérusalem[6]
- Jewish Museum, New York[10]
- International Center of Photography, NewYork[11]
- Museum of Modern Art, New York[12]
- Tel Aviv Museum of Art[8]
- Portland Art Museum[13]

## Prix et distinctions
Liste non exhaustive
- 1985 : Fulbright Award, Harvard University, Cambridge, Mass., U.S.A.[1]
- 1985 : Neuman Scholarship, Harvard University, Cambridge, Mass., U.S.A.[1]
- 1993 : Enrique Kavlin Photography Prize, Israel Museum, Jerusalem[1]
- 1997 : Rita Poretsky Prize for Photography, Tel Aviv Museum of Art, Tel Aviv[1]
- 2000 : Prix Israël[1],[3]

## Documentaire
- 1341 Frames of Love and War, documentaire de Ran Tal, 2022 | 89 min[14]

### Porfolio
- Micha Bar-Am : Une série d’images du photographe Micha Bar-Am, de l’agence Magnum. Le Monde, 29 mai 2006